# Рио Негро (река в Аржентина)
Рио Негро (на испански: Rìo Negro) е река в Аржентина, в провинциите Рио Негро и Буенос Айрес, вливаща се в Атлантическия океан. Дължината ѝ е 635 km (заедно с дясната си съставяща река Лимай – 1135 km) и площ на водосборния басейн – 132 275 km². В буквален превод от езика на индианското племе мапуче означава черна река.
Рио Негро се образува на 257 m н.в., на границата между провинциите Неукен и Рио Негро, на 2 km югоизточно от град Неукен, от сливането на двете съставящи я реки Рио Неукен (лява съставяща, 420 km) и Рио Лимай (дясна съставяща, 500 km), които водят началото си от източните склонове на Андите. По цялото си протежение тече в посока изток-югоизток, като в най-долното си течение (последните около 70 km) служи за граница между провинциите Рио Негро и Буенос Айрес. Реката тече през засушливете северни райони на природната област Патагония и не получава нито един постоянен приток. Влива се в Атлантическия океан на 28 km надолу по течението от град Виедма, административен център на провинция Рио Негро. Среден годишен отток в долното течение 1014 m³/s. Тя има ясно изразено пълноводие в началото на лятото (от ноември до януари) и зимно маловодие.
Водите на Рио Негро се използват за напояване на овощни култури. По долината ѝ се отглеждат 65% от ябълките и крушите в Аржентина. Освен за напояване реката се използва за производство на електроенергия. По поречието ѝ са изградени няколко малки ВЕЦ-а. Плавателна е за плитко газещи речни съдове на отделни участъци и то само по време на пълноводието.
Географски долината на Рио Негро се дели на горна (Алто Вале), средна (Вале Медио) и долна (Вале Инфериор). По-големите селеща по нея са градовете Хенерал Рока, Чиполети и Виля Рехина (в Алто Вале), Чоеле Чоел (във Вале Медио), Виедма и Кармен де Патагонес (във Вале Инфериор). Повечето плантации с ябълки и круши се намират предимно в Алто Вале.
До завладяването на Патагония в края на XIX век реката служи като естествена граница между цивилизацията на север и териториите, населявани от патагонските аборигени на юг.